# Abuja Stock Exchange
Die Abuja Stock Exchange (ASE) war eine Börse in Nigeria.

## Geschichte
Sie wurde im Jahr 2000 gegründet und 2001 in Betrieb genommen. Sie war die erste Börse in Nigeria, die elektronischen Handel, Clearing und Abrechnung sowohl für den Primär- als auch für den Sekundärmarkt anbot. Sie wurde für den Handel mit Aktien, nicht börsennotierten Aktien und Plain-Vanilla-Anleihen eingerichtet.
Bald nach ihrer Gründung wurde sie durch eine Regierungsnotifikation gezwungen, ihre Geschäftstätigkeit einzustellen. Dies wurde von der mächtigeren Nigerian Stock Exchange veranlasst, die bei der Regierung Lobbyarbeit betrieb, um ihr Monopol auf den nigerianischen Aktienmärkten aufrechtzuerhalten. Die Begründung für die Notifikation war, dass es keine Notwendigkeit für eine zweite Börse im Land gebe. Im Jahr 2003 wurde die bestehende Infrastruktur der ASE in eine Warenbörse umgewandelt und in Abuja Securities and Commodity Exchange (ASCE) umbenannt.